# قبالة (عقد)
القبالة عقد واتفاق يسمح بموجبه للرجل أن يستغل أرضا للزراعة بعد أن يدفع ضريبة أو رسما. وهذه الضريبة تدفع سنويا دراهم أو عينا.وهذه الكلمة كانت تستعمل أيضا حين يترك الملك زراعة البلاد المفتوحة إلى سكانها بشرط أن يقدموا إلى بيت المال حصة من الغلة أو مبلغا من المال. ومن هذا صارت كلمة قبالة ترادف تقريبا كلمة عهد وصلح.